# 후벵 아모링
후벵 필리페 마르퀘스 아모링(포르투갈어: Ruben Filipe Marques Amorim, 1985년 1월 27일 ~ ) 은 포르투갈의 전직 축구 선수이자 현 축구 지도자로 현역 시절 포지션은 미드필더였으며 현재 잉글랜드 프리미어리그 맨체스터 유나이티드의 감독직을 맡고 있다.
그의 스타일은 같은 국적의 티아구 멘데스와 비슷한데, 둘은 같은 포지션인 중앙 미드필더이고, 모두 공수에 우수하다. 차이점이 있다면, 아모링은 오른쪽 수비수로도 기용 가능하다는 것이다.

## 구단 경력

### CF 벨레넨스스
2003년 12월 14일, 아모링은 FC 알베르카와의 홈 경기에서 포르투갈 리그 데뷔전을 치렀다. 2005-06 시즌, 그는 유스 출신으로서 팀의 주축자리를 확보하였다.
2007년 여름, 아모링은 여러 클럽의 관심을 받았지만, 잔류를 선언하였고, 구단은 SL 벤피카, SC 브라가, FC 포르투, FC 샬케 04, 토트넘 홋스퍼 FC, 툴루즈 FC의 제안을 거절하였다. 그는 29경기 (2,491분) 을 출장하였고 팀은 8위로 시즌을 마감하였다.

### SL 벤피카
2008년 4월 말, 벨레넨스스와의 계약 종료를 앞두고, 아모링은 벤피카와 4년 계약을 체결하였다. 그의 첫 시즌에, 그는 논란의 여지가 없는 주전이었다. 그는 11월 23일, 아카데미카 드 코임브라 전에서 데뷔골을 득점하였다.
하비 가르시아와 하미리스의 영입으로 인하여, 아모링은 2009-10 시즌에 출장 횟수가 줄었다. 그러나, 그는 꾸준히 출장 (24경기 출장, 10경기 선발) 하였고, 팀은 5년 만의 리그우승을 하였고, 그 외에 리그컵 우승을 하였다.
조르즈 제주스 감독은 2010-11 시즌에 아모링을 더욱 적극적으로 활용하였다. 2011년 1월 19일, 그러나 그는 부상으로 무릎 수술을 받게 되었고, 그는 몇 달간 결장해야만 했다.
2011년 10월 초, 그는 국가대표팀으로 차출되었을 때, 아모링은 제주스 감독의 선수 선택을 비난하였다. 그는 제주스 감독이 벤피카는 국가대표팀 선수 없이 경기를 치렀다고 독설을 하였다.

## 국가대표팀 경력
아모링은 네덜란드에서 개최된 2007년 UEFA U-21 선수권 대회에 참여하였다. 포르투갈 U-21 대표팀은 이탈리아와의 플레이오프전에서 패하여 2008년 하계올림픽 진출에 실패하였다.
2010년 5월 10일, 그는 2010년 FIFA 월드컵을 앞두고 최종 23인 엔트리에 포함되지 않았지만, 6명의 백업 선수들 중에 포함되어 있었다. 6월 8일, 맨체스터 유나이티드 FC 소속의 나니가 쇄골 부상으로 빠지게 되었고, 아모링은 나니를 대신하여 23인 엔트리에 등록되었다. 6월 15일, 그는 코트디부아르 전에서 하울 메이렐레스와 85분 교체투입되어 5분간 출장하였고, 팀은 0-0 무승부를 거두었다.

## 수상

### 선수

#### SL 벤피카
- 프리메이라리가 : 2009-10, 2013-14, 2014-15
- 타사 데 포르투갈 : 2013–14
- 타사 다 리가 : 2008–09, 2009–10, 2010–11, 2013–14, 2014–15
- 수페르타사 칸디두 데 올리베이라 : 2014

#### 브라가
- 타사 다 리가 : 2012-13

### 감독

#### 브라가
- 타사 다 리가 : 2019-20

#### 스포르팅 CP
- 프리메이라리가 : 2020-21, 2023-24
- 타사 다 리가 : 2020-21, 2021-22
- 수페르타사 칸디두 데 올리베이라 : 2021

### 개인
- 프리메이라리가 올해의 감독 : 2021, 2024
- 프리메이라리가 이 달의 감독 9회